# Финансы и кредит (банк)
Банк «Финансы и кредит» — украинский коммерческий банк (лицензия отозвана). По величине активов согласно классификации Нацбанка Украины (НБУ) входил в группу крупнейших банков, занимая 10 место (на 01.07.2015). Основным бенефициаром является украинский бизнесмен и депутат К. В. Жеваго. С зимы 2014-2015 годов банк испытывал проблемы с платежеспособностью. Имел обязательства перед 0,5 млн вкладчиками на общую сумму более 17 млрд грн. 17 сентября 2015 года был признан НБУ неплатежеспособным.

## История
Зарегистрирован в 1991 году как коммерческий банк «Украинский Коммерческий банк делового сотрудничества», с 13 октября 1995 года перерегистрирован как коммерческий банк «Финансы и Кредит». В декабре 2002 года в соответствии с Законом «О банках и банковской деятельности» в Устав банка были внесены изменения. Банк был зарегистрирован в виде общества с ограниченной ответственностью Банк «Финансы и Кредит». В 2007 году Банк «Финансы и Кредит» был преобразован из общества с ограниченной ответственностью в открытое акционерное общество. В 2009 году банк был преобразован в акционерное общество.
Как отмечала в сентябре 2015 года уже после признания банка неплатежеспособным глава НБУ Валерия Гонтарева, банк был неплатежеспособным уже в 2009 году, однако получил рефинансирование НБУ 6,4 млрд грн несколькими траншами в 2009-2010 годах, тогда как его капитал составлял всего 2 млрд грн.

## Собственники и руководство
Акционерами банка являются (на 31.12 2014):
- ООО «Аскания» (45,92 %);
- ЗАО «F&C Realty» (41,58 %).

Основным бенефициаром является К. В. Жеваго, косвенно владея 98,1 % акций (через компании  «Фролд проджект лим», ООО «Ди. эР. Ай.», ООО «Индастриал констракшн"», частное АО F&C Realty, «Фазида инвестмент инл», «Прайз файнэншиэл гр.», «Инвертекс лтд», ООО «Новые промышленные технологии», ООО «Кастрип технология», ООО «Аскания»).
Председателем наблюдательного совета является Татьяна Александровна Ловейкина, председатель правления банка — Виктор Голуб.
Банк входит в состав группы из Публичного акционерного общества «Банк «Финансы и кредит» и его предприятия специального назначения Finance&Credit Ukraine BV, расположенное в Нидерландах.